# Paul Crampel
Pour les articles homonymes, voir Crampel (homonymie).
Paul Crampel, né à Nancy le 17 novembre 1864 et mort au Dar Kouti le 9 avril 1891, est un explorateur français de l'Afrique centrale.

## Biographie

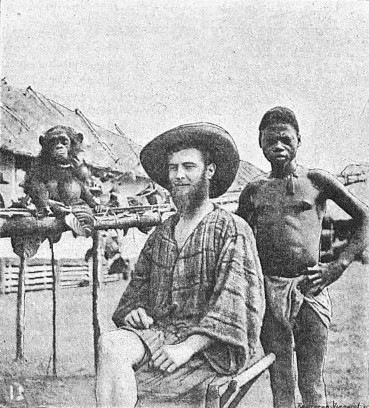
Paul Crampel à Lastoursville.

Paul Crampel (1864-1891) est né à Nancy le 17 novembre 1864 dans une famille traditionaliste. À partir de 1872, il passe sa jeunesse en Dordogne, son père étant nommé vérificateur des tabacs à Belvès. Après des études lycéennes à Périgueux puis littéraires à Bordeaux,, il est engagé comme secrétaire particulier de Pierre Savorgnan de Brazza, puis explorateur du nord du Gabon en avril 1889. Brazza le charge d’explorer le nord du bassin de l’Ogooué, dans l'actuel Congo. Crampel relèvera plus de 2 000 km d’itinéraires et signera de nombreux traités avec les chefs locaux. Il épouse à Haux (Gironde) Paule Aline Lamey (1864-1964), sa cousine germaine, aquarelliste. Mme Paule Crampel a illustré les récits des missions concernant son mari, sans y participer. Son mari, Paul Crampel avait acheté une « épouse » africaine, Niarinzhe, qui le suivait dans ses déplacements. Ce qui n’empêchait pas l’explorateur, comme le rapporte Albert Nebout, de nouer des relations avec d’autres femmes de passage.
En 1890, le Comité de l’Afrique française lui confie la mission d’atteindre le Lac Tchad, reliant le Congo au Sahara. Parti de Bordeaux le 10 mars 1890, il débarque à Brazzaville d'où part sa caravane le 16 août. Le 25 septembre 1890 la mission parvient dans l'Oubangui-Chari à Bangui, alors point extrême de l'occupation française. Elle séjourne dans le poste français établi l’année précédente, au coude de l'Oubangui du 25 septembre au 3 octobre 1890. Les officiers et Crampel sont logés dans une case en paille, les troupes et le personnel dans deux hangars. Le chef de poste Ponel envoie des tirailleurs recruter des pirogues plus en amont sur l'Oubangui, chez le chef banziri Bembé. Edmond Ponel a laissé des cartes précises de la situation de Bangui et donné le nom de Crampel à l'un des îlots entre la rive belge et la rive française, soit entre le poste de Zongo et celui de Bangui, encore du vivant de l’explorateur, qui meurt l’année suivante. L'îlot Crampel était recouvert par les eaux au moment de la saison des hautes eaux ; son nom a disparu par la suite.
Le 9 avril 1891, à l'âge de 26 ans, Crampel est assassiné au Dar el-Kouti par Mohamed es-Senoussi.
La mission d'Auguste Chevalier, allant du Chari au lac Tchad en 1902-1904 sous la protection d'une escorte négociée avec le même Senoussi, retrouve les restes du massacre sur son chemin.
En 1898, le docteur Joseph Briand retrouve des traces du passage de Crampel à Bembé, où il sympathise avec le fils du chef, Boroungba, qui a servi de guide à l’explorateur et appris le français avec Dybowski. Bembé, son père, a fourni les porteurs nécessaires à la mission. Crampel a laissé beaucoup d'objets, dont un révolver donné à Boroungba.
Paul Crampel était l'ami de Jules-Hippolyte Percher, alias « Harry Alis », directeur à Paris de l'Agence Dalziel et journaliste au Journal des débats, qui dans un livre raconte les recherches pour le trouver.

## Postérité
Plusieurs lieux – notamment un quartier de Toulouse, Crampel – et établissements scolaires portent son nom. En 1902, la rue Paul-Crampel dans le 12e arrondissement de Paris est ouverte en hommage. Une rue porte également son nom à Nancy (face à la gare).
En Oubangui-Chari, toponymie posthume :
- « Pic Crampel » à Makourou, nom donné par Dybowski au rocher où Gabriel Biscarrat, de la mission Crampel, a été tué. Albert Nebout et Paul Félix Brunache le gravissent avant leur retour à Bangui.
- Fort-Crampel, station Gribingui renommée par Gentil, Fort-Crampel, sur la rivière Gribingui. Actuelle Kaga-Bandoro
- Cercle Crampel, division administrative créée par Gentil, organisant la région civile du Chari après la mort de Rabah.

Plusieurs timbres à son effigie ont été émis en Afrique équatoriale française, certains surchargés « Afrique française libre » ou « Libre ».

## Travaux écrits impliquant Paul Crampel
- Au pays des M'Fans voyage d'exploration de M. Paul Crampel dans le nord du Congo francais, 1888, Paul Crampel (1890)
- Itinéraires au nord de l'Ogooué dans les bassins de l'Ivindo, du Djah et du Ntem, Paul Crampel (1890)
- À la conquête du Tchad, Harry Alis (alias of journalist Jules-Hippolyte Percher (1857-1895), a friend of Paul Crampel)
- Un explorateur du centre de l'Afrique : Paul Crampel, 1864-1891, Pierre Kalck, L'Harmattan, 1993, 261 p.  (ISBN 2-7384-1977-1)
- Marie-Christine Briand-Lachèse, Oubangui 1898-1900 : Apogée et abandon d'une colonie à travers le témoignage de Joseph Briand, médecin colonial, Aix-en-Provence, 492 p., 2009.